# Tyringham (Massachusetts)
Tyringham – miasto w Stanach Zjednoczonych, w stanie Massachusetts, w hrabstwie Berkshire.